# Stagno delle Saline (Olbia)
Lo stagno delle Saline è una zona umida situata in prossimità della costa nord-orientale della Sardegna. Appartiene amministrativamente al comune di Olbia.

Lo stagno fa parte di un complesso di specchi d'acqua ubicati nella zona della foce del rio Padrogianus che comprende anche gli stagni di Tartanelle, Gravile e la peschiera di Marina Maria.